# Coleophora albidella
Coleophora albidella é uma espécie de mariposa do gênero Coleophora pertencente à família Coleophoridae.